# Anouchka Delon
Pour les personnes ayant le même prénom, voir Anouchka.
Pour les personnes ayant le même patronyme, voir Delon.
Anouchka Delon, née le 25 novembre 1990 à Gien (Loiret), est une actrice franco-néerlandaise de théâtre et de cinéma.

## Biographie

### Famille et enfance
Anouchka Delon est la fille de l’acteur Alain Delon et du mannequin néerlandais Rosalie van Breemen. Elle a un frère cadet, Alain-Fabien Delon, ainsi qu’un demi-frère aîné, Anthony Delon, issu d’une précédente relation de son père. Elle passe son enfance entre la Suisse et les Pays-Bas, avant de s’installer à Paris avec sa famille à l’âge de 11 ans.

### Études et formation
Elle entre à l’École Jeannine-Manuel, où elle obtient un baccalauréat littéraire avec option internationale en 2009. Parallèlement, de 2007 à 2010, elle suit une formation au Cours Simon, à Paris.

### Carrière artistique
À l’âge de 12 ans, Anouchka Delon apparaît aux côtés de son père dans le téléfilm Le Lion, adaptation du roman homonyme de Joseph Kessel.
En 2011, elle joue avec lui sur la scène du théâtre des Bouffes-Parisiens dans la pièce Une journée ordinaire d’Éric Assous, puis part en tournée avec cette production en 2013 et 2014.
En janvier 2015, elle est à l’affiche de Hibernatus au théâtre de la Michodière.
En janvier 2016, elle interprète Julia dans Libres sont les papillons, une adaptation d’Éric-Emmanuel Schmitt, aux côtés de son compagnon Julien Dereims au théâtre Rive Gauche. Une tournée suit en 2017.
En août 2018, elle tourne dans son premier long métrage, Le café de mes souvenirs, une comédie musicale franco-finlandaise réalisée par Valto Baltzar. En octobre 2018 de la même année, elle participe au film Toute ressemblance... de Michel Denisot.

### Vie privée
Elle a les yeux vairons : l’un marron, l’autre bleu.
Depuis le début des années 2010, elle est la compagne de l'acteur Julien Dereims, qu'elle a rencontré au Cours Simon. Ils se marient en 2021. Leur premier enfant, un garçon, naît en février 2020.     

## Filmographie

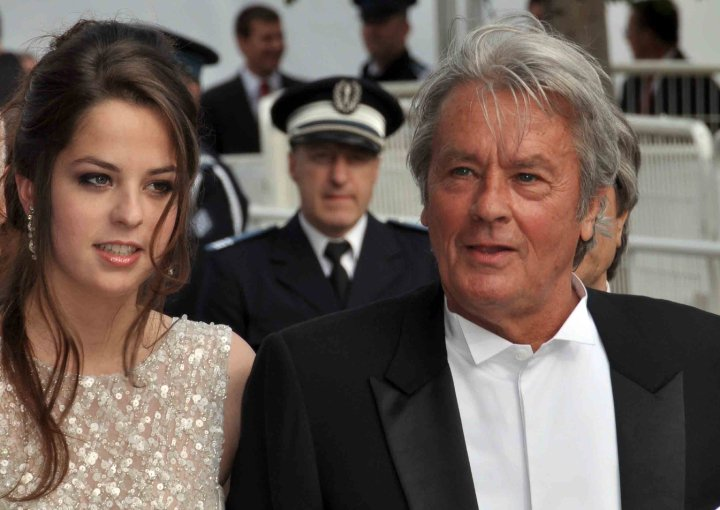
Anouchka et Alain Delon au Festival de Cannes 2010.

### Cinéma
- 2019 : Toute ressemblance... de Michel Denisot : La jeune femme du bar
- 2020 : Le Café de mes souvenirs de Valto Baltzar : Maria
- 2023 : Hi How Are You ? de Clémy Clarke : Delphine
- 2024 : Le Voyage en pyjama de Pascal Thomas : Sofia

### Télévision
- 2003 : Le Lion (téléfilm) de José Pinheiro : Patricia Bullitt
- 2020 : I love you coiffure (téléfilm) de Muriel Robin : Chantal (sketch Le salon de coiffure)
- 2022 : Sacha (série) de Léa Fazer : Lina la serveuse du Grand Restaurant

### Doublage
- 2011 : Amour et sexe sous l'occupation d'Isabelle Clarke et Daniel Costelle (documentaire) : narration
- 2011 : L'Occupation intime d'Isabelle Clarke et Daniel Costelle (documentaire) : narration

## Théâtre
- 2011 : Une journée ordinaire d'Éric Assous, mise en scène Jean-Luc Moreau, Théâtre des Bouffes-Parisiens
- 2013-2014 : Une journée ordinaire d'Éric Assous, mise en scène Anne Bourgeois, Tournée.
- 2015 : Hibernatus de Jean Bernard-Luc, mise en scène Steve Suissa, Théâtre de la Michodière
- 2016 : Libres sont les papillons de Leonard Gershe, mise en scène Jean-Luc Moreau, Théâtre Rive Gauche. Tournée en 2017.